# East Cambridgeshire
East Cambridgeshire ist ein District in der Grafschaft Cambridgeshire in England. Verwaltungssitz ist Ely; weitere bedeutende Orte sind Bottisham, Burwell, Fordham, Haddenham, Isleham, Littleport, Soham, Stretham, Sutton-in-the-Isle, Wilburton und Witchford.
Der Bezirk wurde am 1. April 1974 gebildet und entstand aus der Fusion des Urban District Ely sowie der Rural Districts Ely und Newmarket.
Koordinaten: 52° 23′ N, 0° 18′ O